# 第66回ニューヨーク映画批評家協会賞
第66回ニューヨーク映画批評家協会賞は、2000年の優秀な映画に贈られた賞である。2000年12月に贈られた。

## 受賞
- 作品賞:
  - 『トラフィック』

- 主演男優賞:
  - トム・ハンクス - 『キャスト・アウェイ』

- 主演女優賞:
  - ローラ・リニー - 『ユー・キャン・カウント・オン・ミー』

- 助演男優賞:
  - ベニチオ・デル・トロ - 『トラフィック』

- 助演女優賞:
  - マーシャ・ゲイ・ハーデン - 『ポロック 2人だけのアトリエ』

- 監督賞:
  - スティーヴン・ソダーバーグ - 『エリン・ブロコビッチ』、『トラフィック』

- 脚本賞:
  - ケネス・ロナーガン - 『ユー・キャン・カウント・オン・ミー』

- 撮影賞:
  - ピーター・パウ - 『グリーン・デスティニー』

- 第一回作品賞:
  - George Washington

- 外国語映画賞:
  - 『ヤンヤン 夏の想い出』（ 日本 台湾）

- ノン・フィクション映画賞:
  - The Life and Times of Hank Greenberg

- アニメ映画賞:
  - 『チキンラン』

- 特別賞:
  - Du Rififi Chez les Hommes